# 内田勝康
内田 勝康（うちだ かつやす、本名︰同じ、1962年5月14日 - ）は、日本の俳優。
埼玉県所沢市出身。仲代達矢主宰の無名塾出身。

## 人物・略歴
埼玉県立豊岡高等学校卒業後、現在の東映アカデミーの前身である東映演技研修所へ入所。
その後、仲代達矢主宰の無名塾へ8期生として入塾（1984年）。

## 出演

### 映画
- 大誘拐 RAINBOW KIDS（1991年） - 秋葉正義 役

| スタブアイコン | サブスタブ | この項目は、まだ閲覧者の調べものの参照としては役立たない、俳優（男優・女優）に関連した書きかけの項目です。この項目を加筆・訂正などしてくださる協力者を求めています（P:映画/PJ芸能人）。 |